# Kronprinz (Schiff, 1867)
Die Kronprinz war ein Panzerschiff der Kaiserlichen Marine. Es war das erste größere Panzerschiff, das seinerzeit noch die Marine des Norddeutschen Bundes in Dienst stellte. Die 1866/67 in London gebaute Kronprinz wurde im Deutsch-Französischen Krieg und zeitweise für diplomatische Aufgaben im Mittelmeer eingesetzt. Der Segeldampfer blieb bis 1892 im aktiven Dienst, war zu diesem Zeitpunkt jedoch bereits völlig veraltet. Danach fand das Schiff bis zum Ende des Ersten Weltkrieges als Maschinenschulhulk Verwendung.

## Geschichte

### Entwicklung und Bau
Mit der Erfindung der Bombenkanonen und der weiteren Entwicklung der Schiffsartillerie in der ersten Hälfte des 19. Jahrhunderts verloren die alten Linienschiffe zunehmend an Bedeutung. Bis dahin waren sie nur schwer mittels Geschützfeuer zu versenken. Mit den neuen Granaten war jedoch eine ernsthafte Beschädigung der hölzernen Schiffsrümpfe möglich, was einen Schutz der Schiffe vor den modernen Geschossen notwendig machte. Während des Krimkrieges zeigte sich sowohl die Wirkung von Sprenggranaten gegen Schiffe in der Seeschlacht bei Sinope als auch die gute Schutzwirkung eiserner Panzerplatten der französischen schwimmenden Batterien bei der Beschießung Kinburns.
Der zu Beginn der 1860er Jahre einsetzende Bau von hochseetauglichen Panzerschiffen, beginnend mit der französischen La Gloire und der britischen Warrior, und die ersten Einsätze gepanzerter Schiffe im Sezessionskrieg ließen 1862 in der Preußischen Marine die Forderung nach eigenen Panzerschiffen aufkommen. Sie bestellte daher 1863 einen Monitor, die spätere Arminius, bei der Londoner Werft Samuda Brothers, der im Jahr 1865 abgeliefert wurde. Im selben Jahr kaufte die Marine zusätzlich das Widderschiff Prinz Adalbert aus französischer Produktion, das sich jedoch als wenig brauchbar erwies. Ein weiterer Ausbau der Flotte war notwendig, da sich die Marine mit den wenigen vorhandenen Einheiten nicht in der Lage befand, die preußische Küste zu verteidigen. Da die aufkommenden Panzerschiffe den älteren ungepanzerten Schiffen überlegen waren, eröffnete sich die Möglichkeit, auch mit wenigen dieser für alle Flotten neuen Schiffe den konkurrierenden Marinen im Ostseeraum, besonders der dänischen, zumindest gleichwertig entgegenzutreten. Auch im Kampf gegen überlegene Flotten erwarteten führende preußische Militärs, darunter Albrecht von Roon, dass die Panzerschiffe eine feindliche Landung an der deutschen Küste abwehren und eine Blockade zumindest zeitweise durchbrechen können würden. So legte die preußische Regierung im Jahr 1865 dem Landtag einen Flottenplan zur Abstimmung vor. Dieser sah vor allem den Bau weiterer Panzerschiffe vor, wurde jedoch abgelehnt. Daraufhin setzte am 4. Juli ein königlicher Erlass den Marinehaushalt fest, in welchem 750.000 Taler für den Panzerschiffsbau enthalten waren. Mit diesen Mitteln plante das Marineministerium die Anschaffung von zunächst zwei Panzerfregatten. Dabei bevorzugte es den Bau im Ausland, da die deutschen Werften nicht als ausreichend erfahren erschienen. So wurde am 9. Januar 1866 in Frankreich ein gerade auf Kiel gelegtes Panzerschiff angekauft und später als Friedrich Carl in Dienst gestellt.

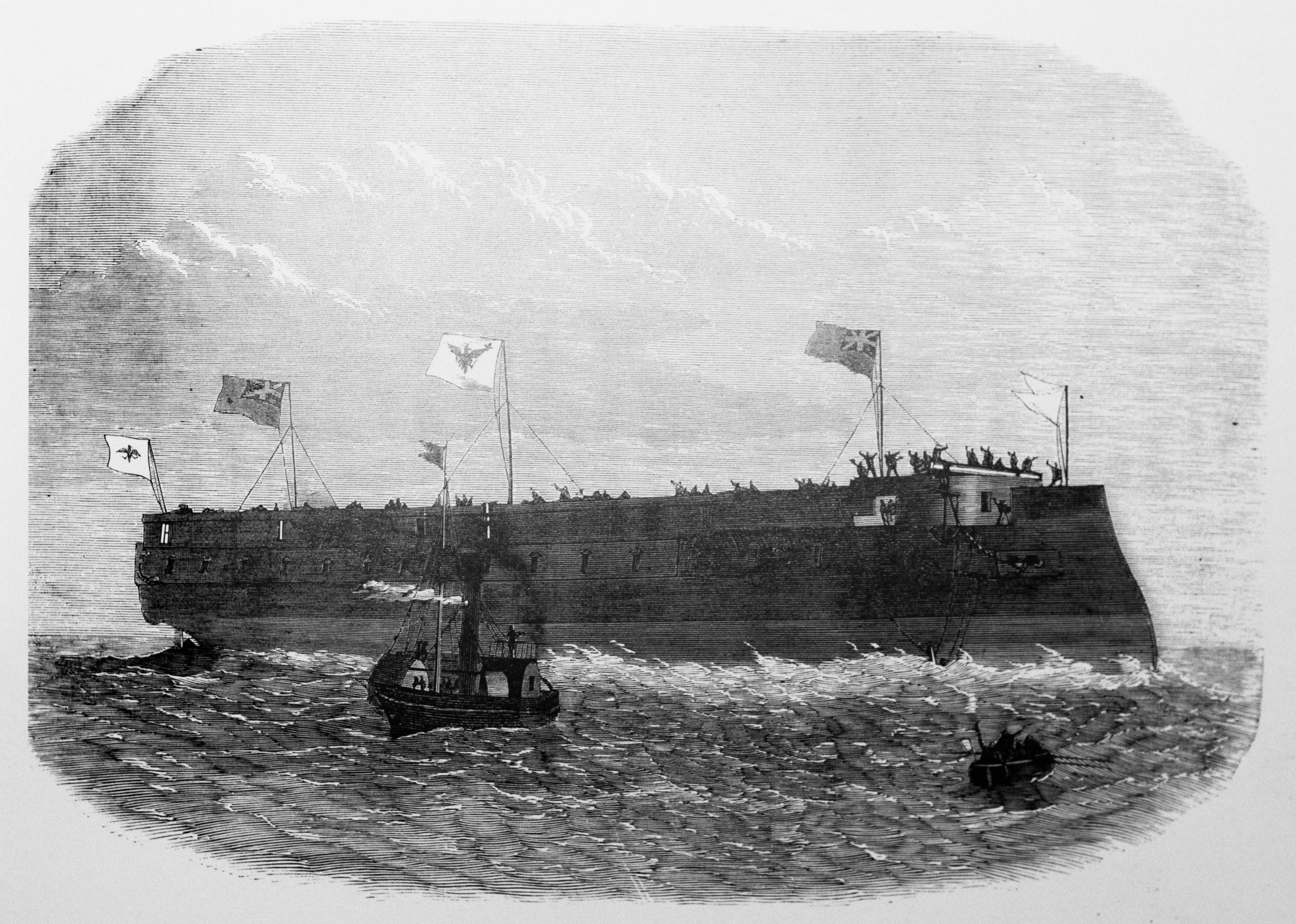
Panzerfregatte Kronprinz nach dem Stapellauf auf der Themse, Illustration aus der Illustrirten Zeitung vom 1. Juni 1867

Das zweite Schiff, die spätere Kronprinz, bestellte die Marine am 13. Januar 1866 bei Samuda Brothers auf der Isle of Dogs in London. Dabei übernahm sie einen Entwurf des britischen Konstrukteurs Edward James Reed für ein Zentralbatterieschiff. Obwohl dieser den französischen Plänen der Friedrich Carl stark ähnelte und beide Schiffe in der zeitgenössischen Presse auch als Schwesterschiffe gesehen wurden, handelte es sich tatsächlich bei beiden um Einzelschiffe. Samuda Brothers legte den Neubau am 1. Februar 1866 auf Kiel. Der Stapellauf erfolgte am 6. Mai 1867 in Gegenwart des preußischen Gesandten in London, Albrecht von Bernstorff, dessen Frau die Taufe des Schiffes vornahm. Der Bau war dabei bereits weit fortgeschritten. Bereits am 10. Januar 1867 war von König Wilhelm der Titel des Thronfolgers, Kronprinz, als Name für das Schiff festgelegt worden. Nur wenige Monate nach dem Stapellauf, am 6. August, begann die Werft mit ersten Probefahrten, während der auch Beamte des preußischen Marineministeriums anwesend waren. Die Kronprinz konnte am 19. September von der Werft übernommen und als erstes großes Panzerschiff der deutschen Marine offiziell in Dienst gestellt werden. Allerdings traf die Besatzung erst später in London ein, nachdem sie von der Hertha nach Portsmouth gebracht worden war. Die Kronprinz konnte am 24. Oktober die Werft in Richtung Kiel verlassen und traf dort vier Tage später ein. Nach weiteren Probefahrten, bei denen sich die Kronprinz als sehr gutes Seeschiff mit guter Manövrierfähigkeit erwies, wurde das Schiff am 1. November wieder außer Dienst gestellt. Die anschließende Fertigstellung und Ausrüstung der Kronprinz zog sich – unter anderem wegen Lieferschwierigkeiten der Essener Firma Krupp, welche die Geschütze und Lafetten lieferte – bis zum Frühjahr 1869 hin.

### Einsatz

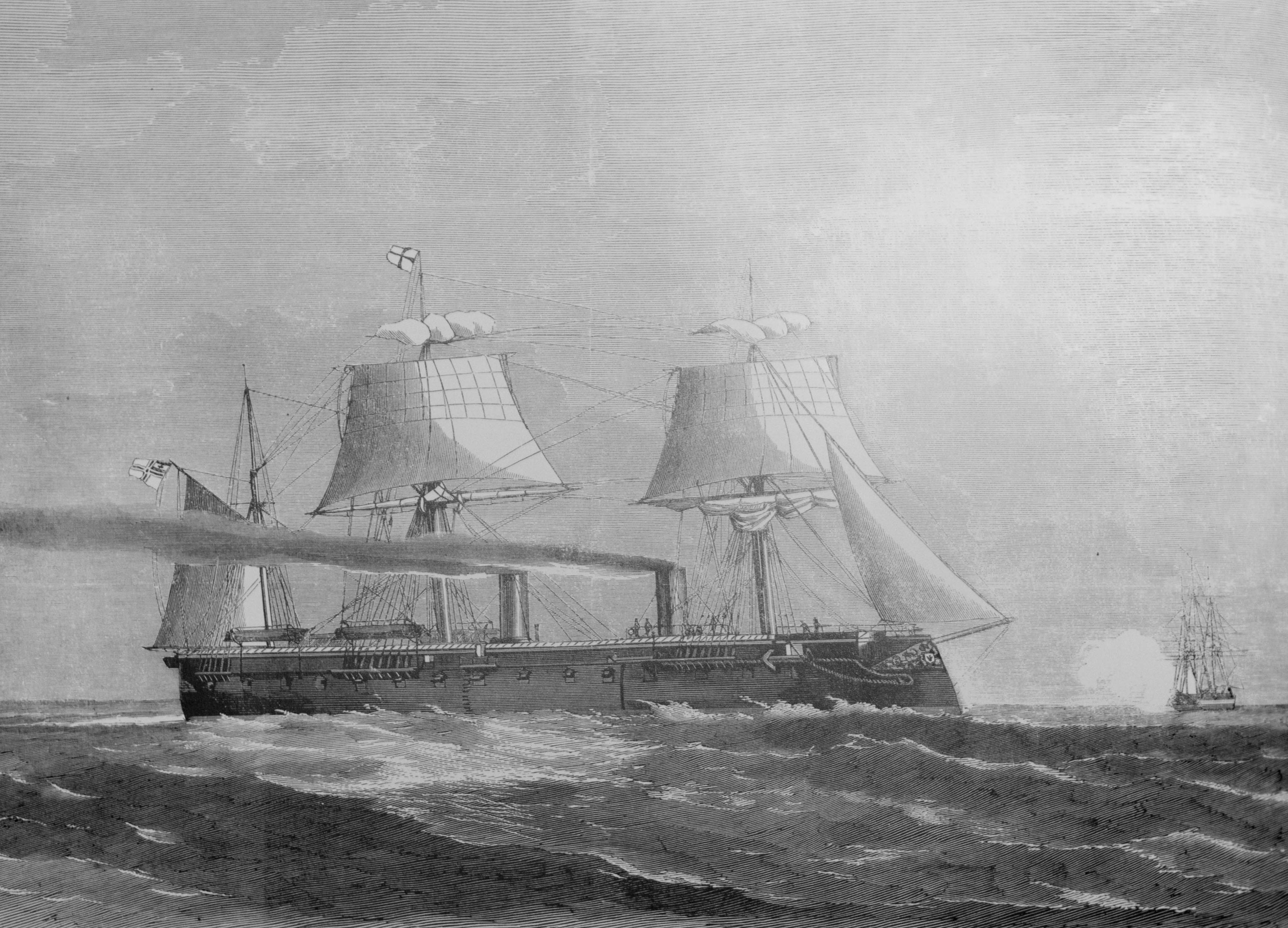
Lithografie der Kronprinz aus der Illustrirten Zeitung vom 21. März 1868

#### In der Marine des Norddeutschen Bundes
Die Kronprinz wurde nach ihrer Fertigstellung am 11. Mai 1869 wieder in Dienst gestellt. Ab Anfang August gehörte sie zu einem unter Vizeadmiral Eduard Jachmann gebildeten Panzer-Übungsgeschwader, das neben der Kronprinz die Friedrich Carl und die als Flaggschiff dienende König Wilhelm sowie den Aviso Preußischer Adler umfasste. Die Kronprinz lief am 8. August nach England, um in einem dortigen Dock den Bewuchs am Schiffsboden entfernen zu lassen. Sie traf am 30. August in Kiel wieder mit dem Geschwader zusammen, das inzwischen für die folgenden Übungen um die Niobe, die Schulschiffe Hela und Musquito, den Aviso Grille und die Kanonenboote Cyclop und Scorpion verstärkt worden war. Bis zum 2. September führte das Übungsgeschwader unter dem Befehl des Prinzen Adalbert von Preußen Manöver in der Ostsee durch. Es wurde am 10. September aufgelöst und die Kronprinz am 25. September außer Dienst gestellt.
Die nächste aktive Zeit begann für die Kronprinz am 30. April 1870. Bereits wenige Wochen später, am 17. Mai, musste das Panzerschiff gemeinsam mit der Cyclop die Friedrich Carl nach Kiel einschleppen, welche trotz eines dänischen Lotsen an Bord, auf dem Weg nach England bei Langeland im Großen Belt aufgelaufen war. Die Friedrich Carl konnte sich zwar mittels eines Warpankers selbst befreien, war jedoch auf Grund schwerer Schäden am Propeller manövrierunfähig. Eine Reparatur war in Deutschland nicht möglich, weshalb das Schiff von der Kronprinz von Kiel weiter nach Portsmouth geschleppt wurde, wo beide Schiffe am 2. Juni eintrafen. Während die Friedrich Carl an die Werft ging, lief die Kronprinz nach Plymouth weiter. Dort lag bereits das angekaufte, ehemals britische Linienschiff Renown vor Anker. Am 16. Juni erreichte zudem das Kanonenboot Delphin und drei Tage später König Wilhelm, Prinz Adalbert und die nicht völlig wiederhergestellte Friedrich Carl den Hafen. Das Übungsgeschwader, das am 1. Juli offiziell aus den Panzerschiffen gebildet wurde, blieb zunächst in Plymouth, da die König Wilhelm während der Fahrt durch die Nordsee einen Maschinenschaden erlitten hatte und repariert werden musste. Am 22. Juni traten die Renown und die Delphin den Marsch nach Kiel an. Die Panzerschiffe verließen Plymouth am 10. Juli und nahmen Kurs auf den Atlantik. Die Prinz Adalbert wurde unterdessen nach Dartmouth befohlen, da erste Gerüchte von einem drohenden Krieg mit Frankreich aufgekommen waren und genauere Informationen von der deutschen Botschaft in London erwartet wurden. Das Übungsgeschwader kehrte am Westausgang des Ärmelkanals um und nahm am 13. Juli die Prinz Adalbert wieder auf. Diese brachte die offizielle Kriegswarnung der Reichsregierung mit, woraufhin das Geschwader zügig in die Heimat zurückkehrte und dort am 16. Juli ankam. Beim Marsch durch die Nordsee musste die Prinz Adalbert dabei von der Kronprinz in Schlepp genommen werden, da sie die Geschwindigkeit des Verbandes nicht halten konnte.

#### Deutsch-Französischer Krieg

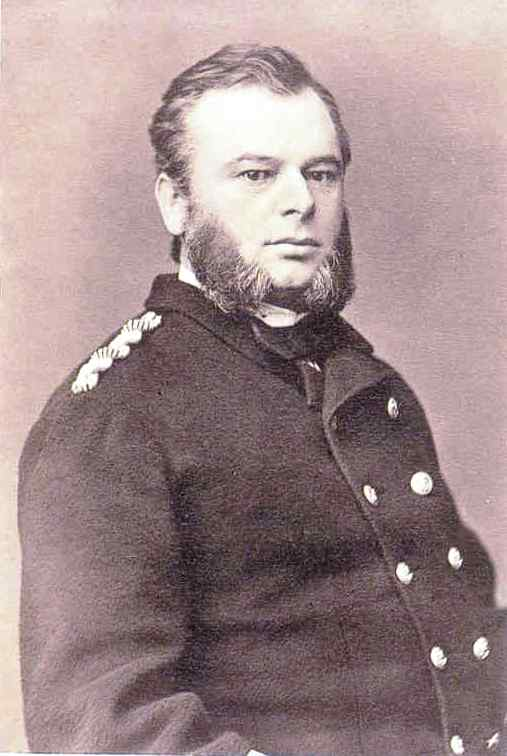
Vizeadmiral Eduard Jachmann, Befehlshaber des deutschen Panzergeschwaders im Deutsch-Französischen Krieg

Mit dem Ausbruch des Deutsch-Französischen Krieges wurden die vorhandenen Schiffe der Marine zur Küstenverteidigung in der Nord- und der Ostsee eingesetzt und erhielten verschiedene Liegehäfen zugewiesen. Die drei großen Panzerschiffe lagen auf der Außenjade, jedoch war von ihnen lediglich die Kronprinz voll einsatzfähig. Nachdem am 5. August fälschlich zwei französische Panzerschiffe mit Kurs auf Dänemark in der Nordsee gemeldet wurden, unternahm Jachmann mit dem ihm unterstellten Panzergeschwader einen Vorstoß bis auf die Höhe des Limfjords, ohne dabei auf feindliche Schiffe zu treffen. Wenige Tage später erschien die französische Mittelmeerflotte unter dem Kommando von Vizeadmiral Martin Fourichon in der Deutschen Bucht. Fourichon kreuzte mit seinem aus acht Panzerschiffen sowie vier ungepanzerten Korvetten und Avisos bestehenden Verband vor der deutschen Küste und erklärte am 12. August offiziell deren Blockade. Ein für diesen Tag geplanter Vorstoß der deutschen Schiffe unterblieb, da ihre Kommandanten, Ludwig Henk (König Wilhelm), Gustav Klatt (Friedrich Carl) und Reinhold Werner (Kronprinz), bei Vizeadmiral Jachmann gegen einen Angriff auf den überlegenen französischen Verband eintraten. In der Folge lief Werner mit der Kronprinz jedoch mehrfach aus, um eigenständig gegen die Blockadeschiffe vorzugehen, geriet dabei aber in keine größeren Gefechte. Am 11. September unternahm das Panzergeschwader einen Vorstoß bis nach Helgoland, traf jedoch keine französischen Schiffe an. Diese hatten von den Deutschen unbemerkt am Vortag die Blockade beendet und sich nach Cherbourg zurückgezogen. Die deutschen Panzerschiffe lagen jedoch weiterhin auf der Außenjade in Bereitschaft.
Mitte Dezember lief die Kronprinz in Wilhelmshaven ein, um dort in einem Trockendock eine Bodenreinigung und eine Maschinenreparatur durchführen zu lassen. Die Arbeiten waren Mitte Januar 1871 beendet. Auf einen Vorschlag Werners hin erhielt die Kronprinz den Befehl, Cherbourg anzugreifen. Das Schiff sollte die dortigen Schleusentore zerstören, im Hafen befindliche Schiffe per Rammstoß versenken und die Forts beschießen. Als Auslauftermin war der 3. Februar festgesetzt worden. An diesem Tag traf in Wilhelmshaven jedoch die Meldung des Waffenstillstandes ein und die Aktion gegen Cherbourg wurde abgesagt. Ihren letzten Einsatz während des Krieges hatte die Kronprinz am 27. März 1871, als sie bei Glückstadt die Verschiffung von insgesamt 20.000 französischen Kriegsgefangenen überwachte. Inzwischen war durch die Reichsgründung und die Unterstellung der Marine unter den Befehl des Kaisers die Kaiserliche Marine entstanden.

#### In der Kaiserlichen Marine
Die Kronprinz verließ ihren bisherigen Liegehafen Wilhelmshaven am 30. April in Richtung Kiel. Von dort aus lief das Schiff nach Danzig weiter und brachte die Thetis im Schlepp nach Kiel. Ein ähnlicher Einsatz erfolgte im Juni 1871, als die Kronprinz gemeinsam mit der Cyclop und der Preußischer Adler ein Schwimmdock von Swinemünde ebenfalls nach Kiel schleppte. Am 23. August erfolgte die vorübergehende Außerdienststellung des Schiffs.
Knapp vier Monate später, am 19. Dezember 1871, kam die Kronprinz wieder in Dienst. Sie sollte im Verband mit den Korvetten Elisabeth, Vineta, Gazelle und Augusta, den Kanonenbooten Albatross und Comet sowie der als Flaggschiff Vizeadmiral Jachmanns vorgesehenen Friedrich Carl nach Brasilien laufen, um diplomatischen Druck auf die brasilianische Regierung auszuüben. Diese weigerte sich, Matrosen der Nymphe freizulassen, die im Oktober 1871 nach einer Schlägerei in Rio de Janeiro festgenommen worden waren. Die Reichsregierung ließ das Vorhaben fallen, als Brasilien den deutschen Forderungen entsprach. Die Kronprinz wurde daher am 22. Januar 1872 wieder außer Dienst gestellt. Um das Schiff bei Bedarf zügig wieder in Betrieb nehmen zu können, blieb eine verkleinerte Stammbesatzung der Kronprinz zugeteilt, die aber nicht auf der Panzerfregatte, sondern an Land stationiert war. Ein solcher Bedarfsfall trat im November 1873 ein, als deutsche Schiffe vor der spanischen Küste im Einsatz waren. Sie sollten durch die Kronprinz verstärkt werden, weshalb Vorbereitungen zur Indienststellung getroffen wurden. Zu einem Einsatz kam das Panzerschiff jedoch nicht.

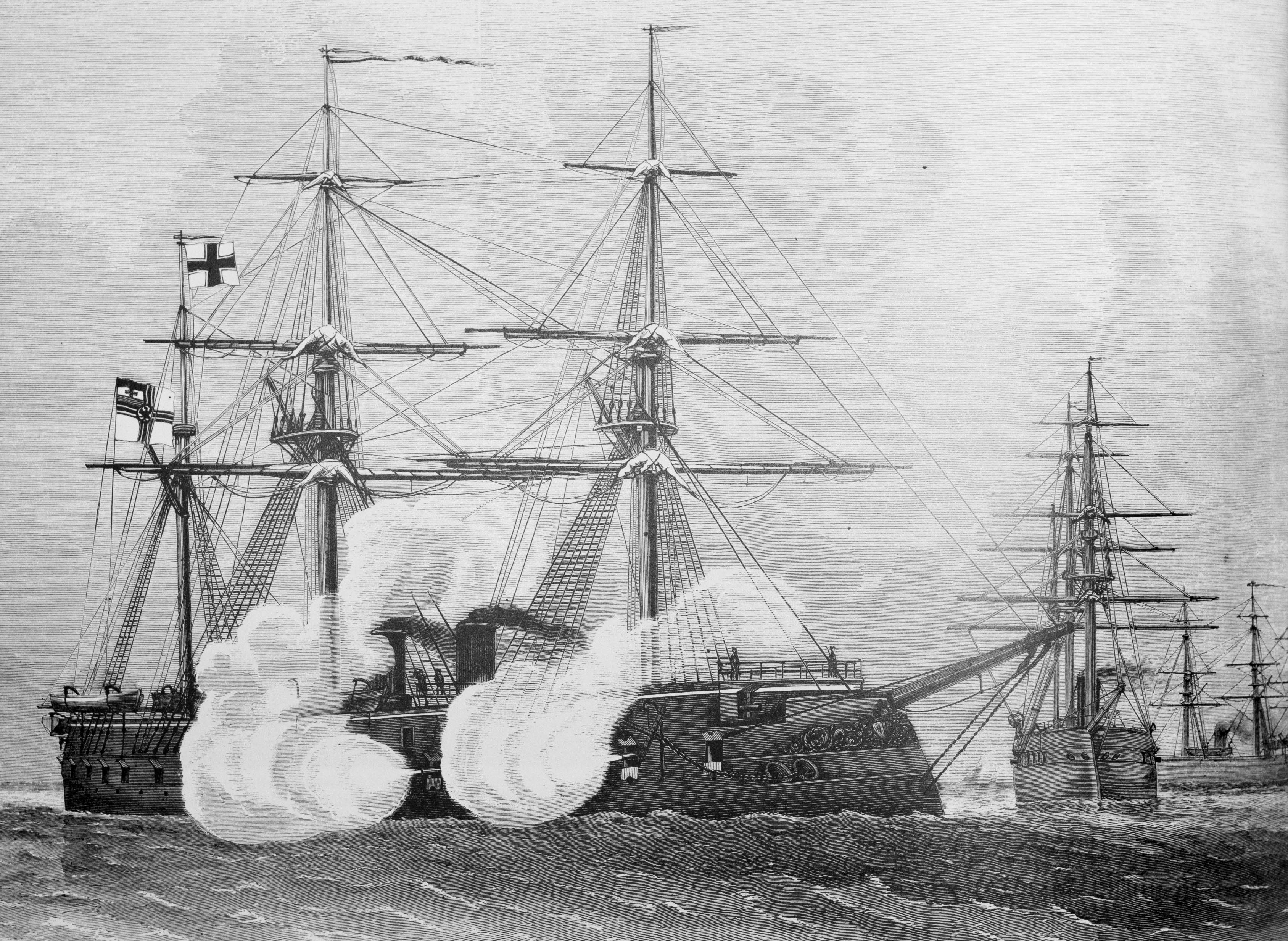
Übungsgeschwader mit der Kronprinz (fälschlich mit Admirals- statt Konteradmiralsflagge dargestellt!), Friedrich Carl und Ariadne bei Danzig. Holzstich aus der Illustrirten Zeitung vom 26. September 1874

Die nächste Indiensthaltungsperiode der Kronprinz begann am 19. Mai 1874. Sie diente als Flaggschiff des Übungsgeschwaders unter Konteradmiral Henk, zu dem in diesem Jahr die Ariadne, die Friedrich Carl und die Albatross gehörten. Die Schiffe führten zunächst einzeln, ab dem 6. Juni im Verband Übungen durch. Am 28. Juni lief das Geschwader zu einer Übungsfahrt in den Atlantik aus, um die Hochseefähigkeit der Schiffe zu testen. Dabei diente es vor der Isle of Wight dem deutschen Kronprinzenpaar für repräsentative Aufgaben. Nach dem Willen Otto von Bismarcks sollte das Geschwader anschließend die baskische Küste anlaufen und dort Flagge zeigen, nachdem ein deutscher Kriegsberichterstatter im Baskenland erschossen worden war. Auf Befehl des Chefs der Admiralität, Albrecht von Stosch, kehrte der Verband jedoch in die Heimat zurück und erreichte am 29. Juli Kiel. Lediglich die Albatross wurde nach Spanien entsandt und im Geschwader durch die Grille ersetzt. Im August unternahm der Verband Übungsfahrten in der Ostsee und wurde im Anschluss daran aufgelöst, die Kronprinz schließlich am 13. Oktober in Wilhelmshaven wieder außer Dienst gestellt.
Auch im Jahr 1875 gehörte die Kronprinz wieder zum Übungsgeschwader. Die Rolle des Flaggschiffs übernahm die König Wilhelm. Ab dem 3. Juni fanden Übungen in der westlichen Ostsee, später in der Danziger Bucht statt. In Swinemünde starb am 25. Juli der Kommandant der Kronprinz, Kapitän zur See Paul Grapow, infolge eines Herzinfarktes. Das Übungsgeschwader kehrte im August nach Kiel zurück und hielt, verstärkt durch weitere Schiffe, eine Parade vor Kaiser Wilhelm I. ab. Am 15. Oktober endete für die Kronprinz die Indiensthaltungsperiode.

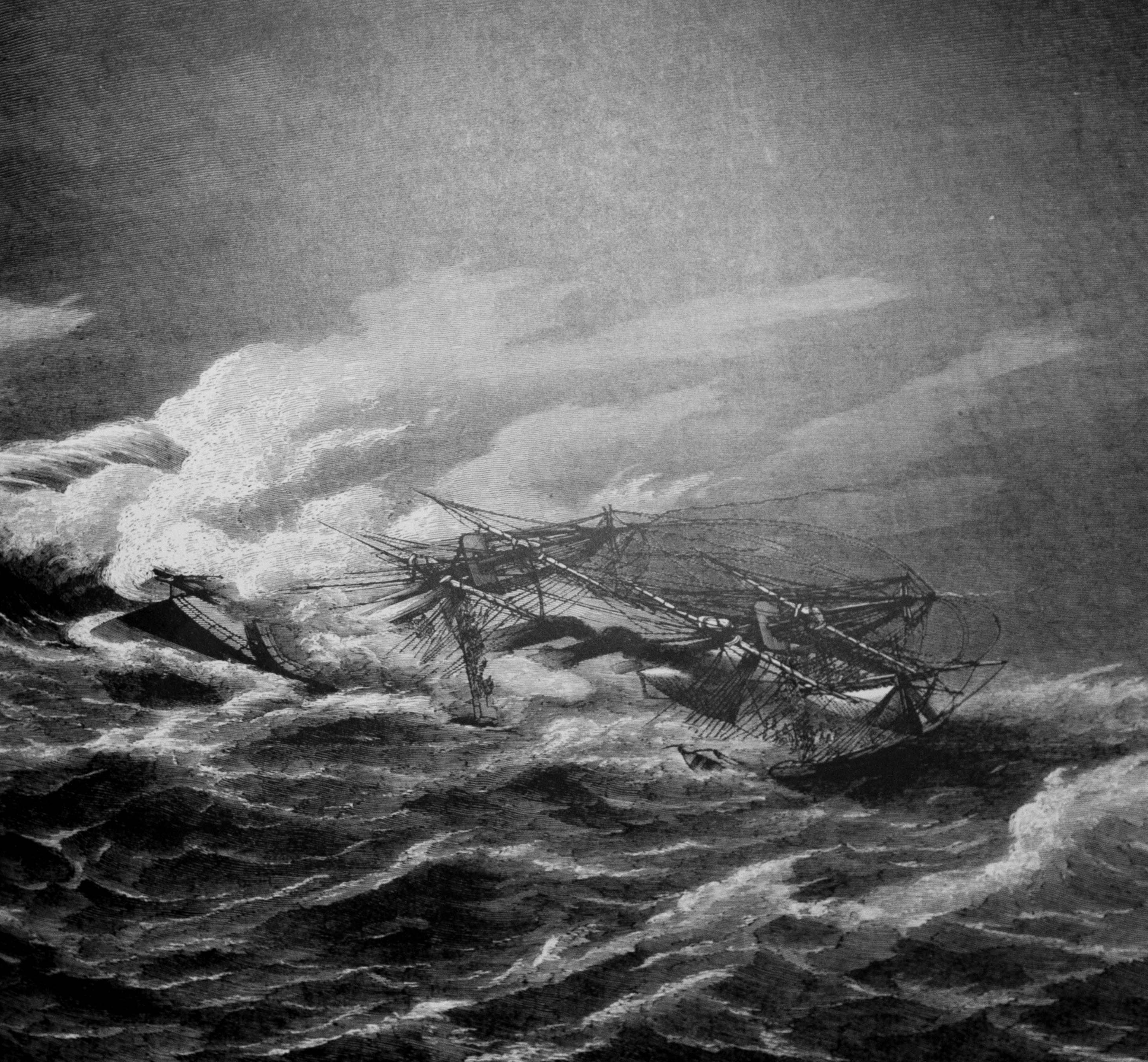
Die Kronprinz im Sturm auf der Nordsee. Holzstich aus der Illustrirten Zeitung vom 7. April 1877

Die Indienststellung im Jahr 1876 erfolgte am 1. Mai. Die Kronprinz war wieder für den Dienst im Übungsgeschwader vorgesehen. Die unruhige Lage im Osmanischen Reich nach Ausbruch des Aprilaufstandes und die Ermordung des deutschen und des französischen Konsuls in Thessaloniki am 6. Mai führten am 15. Mai zum Berliner Memorandum, einem Abkommen über die territoriale Integrität des Osmanischen Reiches zwischen Deutschland, Russland und Österreich-Ungarn, dem sich auch Frankreich und Italien anschlossen. In dessen Folge forderte von Bismarck die Entsendung eines Panzerschiffgeschwaders in das Mittelmeer. Am 22. Mai liefen daher die Kronprinz, die Friedrich Carl, die Kaiser und die Deutschland sowie die Pommerania unter dem Kommando von Konteradmiral Karl Ferdinand Batsch aus Wilhelmshaven aus. Über Plymouth, Gibraltar und Valletta erreichten die Schiffe am 25. Juni Thessaloniki, wo sich Schiffe aus allen Unterzeichnerstaaten des Berliner Memorandums und auch britische Einheiten aufhielten. Am 23. August kehrten die beiden Schiffe der Kaiser-Klasse in die Heimat zurück, während die Kronprinz und die Friedrich Carl noch im Mittelmeer blieben. Am 20. Dezember trat die Kronprinz die Heimreise an. Dabei geriet sie am Abend des 30. Januar 1877 in der Deutschen Bucht in einen schweren Sturm. Im hohen Wellengang der Nordsee legte sich das Schiff weit über, erlitt starke Wassereinbrüche und verlor sowohl einen Kutter als auch den Klüverbaum. Am 31. Januar erreicht die Panzerfregatte Wilhelmshaven, wo sie bis zum Herbst 1877 repariert wurde.

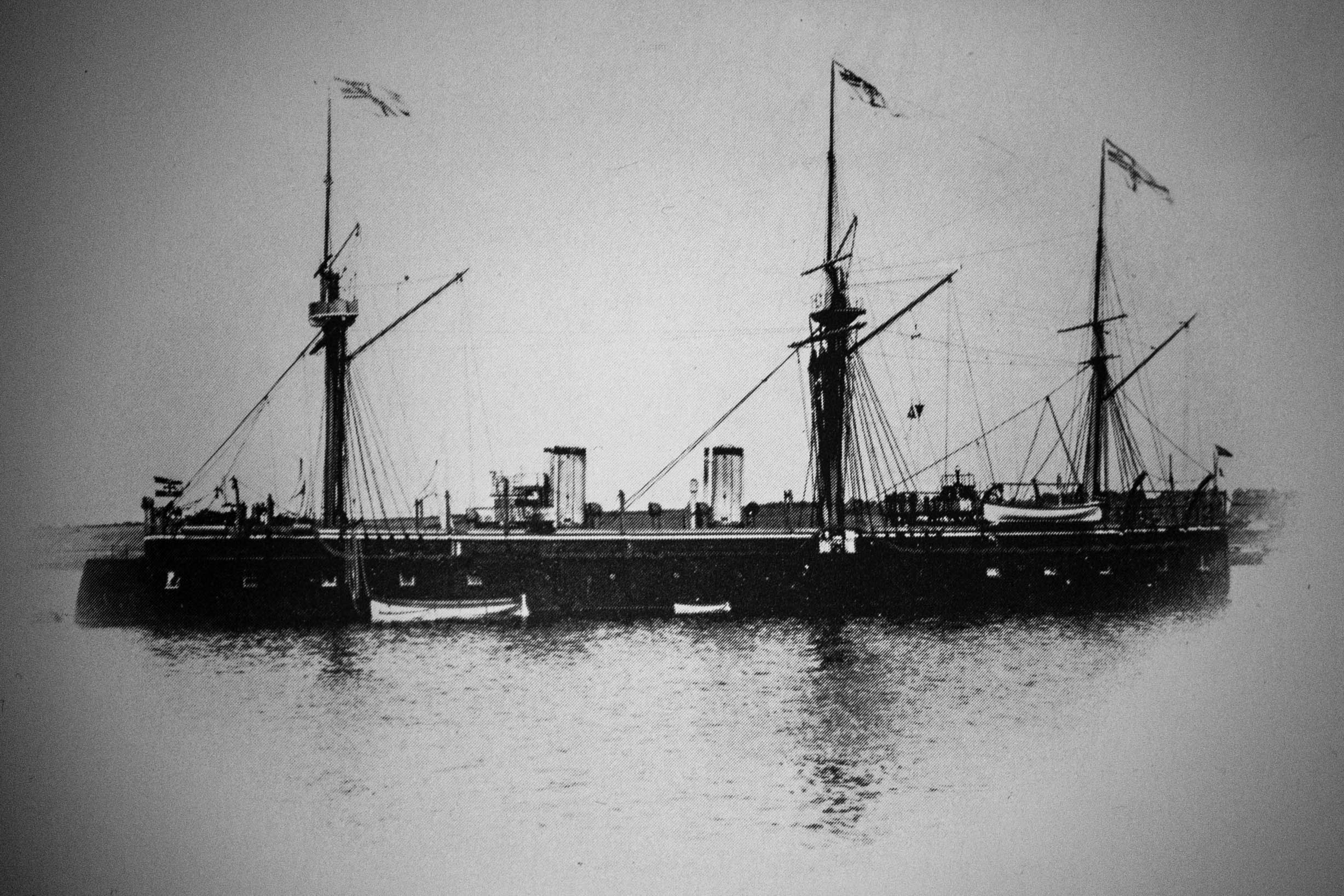
Foto der Kronprinz aus den 1870er Jahren

Die Kronprinz war in den Jahren 1879, 1881 und 1882 während des Sommers in Dienst und gehörte jeweils dem Übungsgeschwader an. Die Manöver verliefen jeweils ohne besondere Vorkommnisse. Während der Übungen des Jahres 1883 stattete der neue Chef der Admiralität, Generalleutnant Leo von Caprivi, dem Verband einen ersten Besuch ab. Zudem fanden erstmals auch Übungen der Panzerschiffe mit Torpedos statt. Nach dem Ende der Manöver wurde die Kronprinz am 27. September 1883 in die Reserve versetzt.
Die letzte Dienstzeit als aktives Kriegsschiff begann für die Kronprinz am 1. Oktober 1891. Entgegen der bisherigen Praxis wurde das Manövergeschwader in diesem Jahr nicht im Herbst aufgelöst, sondern blieb auch während des Winters im Dienst. Das Geschwader unternahm im Winter eine Fahrt nach Schottland und Norwegen. Während der Manöver im August und September 1892, die mit 19 Schiffen und 28 Torpedobooten durchgeführt wurden, kam die von Alfred Tirpitz ausgearbeitete neue Flottentaktik zur Anwendung. Die Kronprinz blieb bis zum 4. Oktober 1892 im Dienst. An diesem Tag wurde sie in Wilhelmshaven letztmals außer Dienst gestellt.

### Verbleib
Die Kronprinz sollte 1894 auf Befehl Wilhelms II. gemeinsam mit der Friedrich Carl an die Germaniawerft verkauft, von dieser modernisiert und dann an China weiterverkauft werden. Die Einnahmen sollten dem Kreuzerneubau zugutekommen. Die notwendige Zustimmung des Reichstages erschien jedoch sehr unwahrscheinlich, da sich China im Krieg mit Japan befand und ein kriegsführender Staat nicht mit Kriegsgerät beliefert werden sollte. Zudem waren beide Schiffe durch die Entwicklung der Kc-Panzerung sowie modernerer Geschütze und Antriebsanlagen völlig veraltet. Auch nach einer Modernisierung wären sie selbst für Ostasien zu langsam gewesen. Das Vorhaben unterblieb daher.
In den folgenden Jahren blieb die Kronprinz ohne Verwendung. Am 22. August 1901 erfolgte schließlich ihre Streichung aus der Liste der Kriegsschiffe. Das Schiff diente nach einem entsprechenden Umbau ab dem 1. August 1902 als Hulk für die Maschinisten- und Heizerausbildung. Am 3. Oktober 1921 kaufte schließlich eine Bonner Firma die Kronprinz für 5.000.000 „Papiermark“ und ließ sie anschließend in Rendsburg abwracken.

## Technik
Die Kronprinz besaß einen in Quer- und Längsspantenbauweise ausgeführten Eisenrumpf. Dieser war durch Querschotten in neun wasserdichte Abteilungen unterteilt und besaß auf 43 Prozent seiner Länge einen Doppelboden, um eine höhere Sinksicherheit zu erhalten. Das Panzerschiff war insgesamt 89,44 m lang, wobei die Konstruktionswasserlinie 88,2 m maß, und 15,2 m breit. Die Konstruktionsverdrängung wurde beim Bau amtlich mit 5.480 t angegeben, tatsächlich lag sie bei 5.767 t. Das einsatzbereite Schiff verdrängte insgesamt 6.760 t und verfügte dann über einen Tiefgang von 7,85 m vorn und 7,45 m achtern. Die Rumpfform war im Hinterschiff völlig und rund, wobei Schraube und Ruder zum Schutz durch das Heck weit überbaut waren. Der Vorsteven war auf ganzer Höhe nach außen gekrümmt, wobei die Krümmung deutlich höher begann, als bei anderen zeitgenössischen Panzerschiffen.
Eine elektrische Ausrüstung erhielt das Panzerschiff erst zu Beginn der 1880er Jahre. Dazu gehörten auch drei Generatoren mit einer Gesamtleistung von 30 kW. Das Bordnetz arbeitete mit einer Spannung von 65 V.

### Antriebsanlage
Die Kronprinz verfügte über eine dampfgetriebene Maschinenanlage. Zur Dampferzeugung befanden sich acht Kofferkessel mit einer Gesamtheizfläche von 1.688 m² an Bord. Diese besaßen jeweils vier Feuerungen, erzeugten einen Dampfdruck von 2 atü und waren auf zwei hintereinanderliegende Kesselräume verteilt. Die von John Penn gebaute zweizylindrige Dampfmaschine mit einfacher Dampfdehnung war liegend in einem separaten Maschinenraum untergebracht und leistete 4.870 PSi. Sie trieb über eine Welle den zweiflügeligen Propeller mit einem Durchmesser von 6,5 m an. Die Maschine ermöglichte der Kronprinz eine Höchstgeschwindigkeit von 14,7 kn und übertraf damit deutlich die konstruktiv geforderten 13,5 kn. In den Jahren zwischen 1883 und 1891 erneuerte die Kaiserliche Werft Wilhelmshaven die Kesselanlage. Die Gesamtheizfläche stieg auf 1.778 m² an, ohne dass sich die sonstigen Eigenschaften der Antriebsanlage dadurch änderten. Das Panzerschiff führte als Brennstoff maximal 646 t Kohle mit und konnte mit diesem Vorrat eine Strecke von 3.220 sm mit einer Geschwindigkeit von 10 kn zurücklegen. Gesteuert wurde mittels eines Balanceruders, einer Bauart, wie sie in der Royal Navy erst 1863 eingeführt wurde.
Zusätzlich zur Maschinenanlage besaß die Kronprinz auch eine Takelage. Sie war als dreimastige Bark mit einer Segelfläche von 1.980 m² geriggt. Die Masten bestanden aus Eisen und waren hohl. Sie dienten gleichzeitig als Ventilatoren für das Schiffsinnere. Die Unterrahen bestanden aus Stahlblech. Im Verlauf der Dienstzeit wurden die Masten gekürzt und die Segelfläche verringerte sich auf 1.409 m². Die beiden Schornsteine des Schiffs waren versenkbar, um den Segelbetrieb nicht zu behindern.
Für seine Tätigkeit als Maschinenschulhulk erhielt das Schiff 1901 von der Kaiserlichen Werft in Kiel eine neue Kesselanlage. Die Kronprinz besaß fortan jeweils zwei Zylinderkessel sowie Wasserrohrkessel der Bauarten Dürr und Thornycroft. Zudem wurde einer der drei Masten entfernt.

### Bewaffnung
Ursprünglich war für die Kronprinz eine Bewaffnung mit 32 72-Pfünder-Kanonen vorgesehen. Sie erhielt jedoch 16 gezogene Krupp-Ringkanonen des Kalibers 21,0 cm. Zwei davon besaßen 22 Kaliberlängen. Sie konnten in der Höhe zwischen −5° und 13° gerichtet werden und erzielten eine maximale Schussweite von 5,9 km. Die anderen Geschütze verfügten nur über 19 Kaliberlängen, dafür aber über eine Elevation von −8° bis 14,5°. Trotz des größeren Höhenrichtbereiches schossen sie aufgrund der kürzeren Rohre nur 5,2 km weit. Alle Geschütze verschossen denselben Munitionstyp, wobei an Bord insgesamt 1.656 Schuss Munition vorrätig waren. Der Großteil der Geschütze stand im Batteriedeck, jeweils eines war drehbar auf dem Vorschiff und dem Heck des Schiffes aufgestellt. Diese beiden Geschütze waren auch als Jagd- beziehungsweise Rückzugsgeschütze gedacht.
Bis zum Jahr 1883 erhielt das Panzerschiff als zusätzliche Bewaffnung sechs Hotchkiss-Revolverkanonen des Kalbers 3,7 cm sowie fünf Torpedorohre mit 35 cm Durchmesser. Diese waren über der Wasserlinie angebracht, eines im Heck, zwei im Bug und je eines an jeder Seite. Die Kronprinz führte nominell zwölf Torpedos mit.
Als weitere Waffe ist der für Panzerschiffe dieser Zeit typische, zum Rammsporn verstärkte Vorsteven zu sehen. Bei der Kronprinz war er durch eine Blechverkleidung abgedeckt, auf der sich auch der Bugspriet abstützte. Dadurch war der Rammbug weniger auffällig als auf der zur selben Zeit gebauten Friedrich Carl.

### Panzerung und Schutz
Die Kronprinz war mit einer schmiedeeisernen Panzerung versehen, die von Sir John Browns Atlas Steel Works in Sheffield zugeliefert wurde. Der Gürtelpanzer war maximal 124 mm stark. Im vorderen und achteren Schiffsbereich ging er auf 114 mm zurück. Der Panzer reichte dabei von ca. 1,83 m (6 Fuß) unter der Wasserlinie bis zum Hauptdeck. Die Batterie war auf eine Länge von 36,88 m geschützt, vorn und achtern mit 114 mm, mittig mit 121 mm Panzermaterial. Das Schmiedeeisen war dabei jeweils auf einer 254 mm dicken Schicht Teakholz aufgeschraubt. Im Laufe der Jahre erhielt die Kronprinz zudem einen gepanzerten Kommandoturm, dessen seitlicher Stahlpanzer 50 mm stark war. Seine Decke war mit 30 mm Stahl ausgestattet. Von 1885 bis 1897 hatte die Kronprinz zudem Torpedoschutznetze an Bord. Sie sollten das im Hafen liegende Schiff vor einem Angriff durch Torpedos schützen.

### Beiboote
Zur Ausrüstung der Kronprinz gehörten mehrere Beiboote verschiedener Größe. Die größten Bootstypen waren ein großes Dampfbeiboot und zwei Barkassen. Darüber hinaus befanden sich eine Pinasse, zwei Kutter, zwei Jollen und ein Dingi an Bord der Panzerfregatte.

## Besatzung
Die Besatzung der Kronprinz hatte eine Sollstärke von insgesamt 541 Mann. Sie setzte sich aus 33 Offizieren und 508 Unteroffizieren und Mannschaften zusammen. Üblicherweise befehligte ein Stabsoffizier im Rang eines Kapitäns zur See das Schiff.

## Kommandanten
| 19. September bis 16. November 1867   | Kapitän zur See Ludwig Henk         |
| 11. Mai bis 25. September 1869        | Korvettenkapitän Reinhold Werner    |
| 30. April 1870 bis 25. August 1871    | Kapitän zur See Reinhold Werner     |
| 19. Dezember 1871 bis 22. Januar 1872 | Kapitän zur See Reinhold Werner     |
| 19. Mai bis 13. Oktober 1874          | Kapitän zur See Paul Grapow         |
| 19. Mai bis Juli 1875                 | Kapitän zur See Paul Grapow         |
| Juli bis 15. Oktober 1875             | Kapitän zur See Otto Livonius       |
| 1. Mai 1876 bis 15. Februar 1877      | Kapitän zur See Otto Livonius       |
| 5. Mai bis 27. September 1879         | Kapitän zur See Alfred Stenzel      |
| 3. Mai bis 2. Oktober 1881            | Kapitän zur See Ditmar              |
| 2. Mai bis 26. September 1882         | Kapitän zur See Ditmar              |
| 1. Mai bis 27. September 1883         | Kapitän zur See Philipp von Kall    |
| 1. Oktober 1891 bis Januar 1892       | Kapitän zur See Otto Diederichsen   |
| Januar bis Oktober 1892               | Kapitän zur See Hugo von Schuckmann |